# Vanessa Quai
Vanessa Diandra Sally Ann Kristiana Quai (13 de julio de 1988 en Port Vila), es una cantante de Vanuatu. 

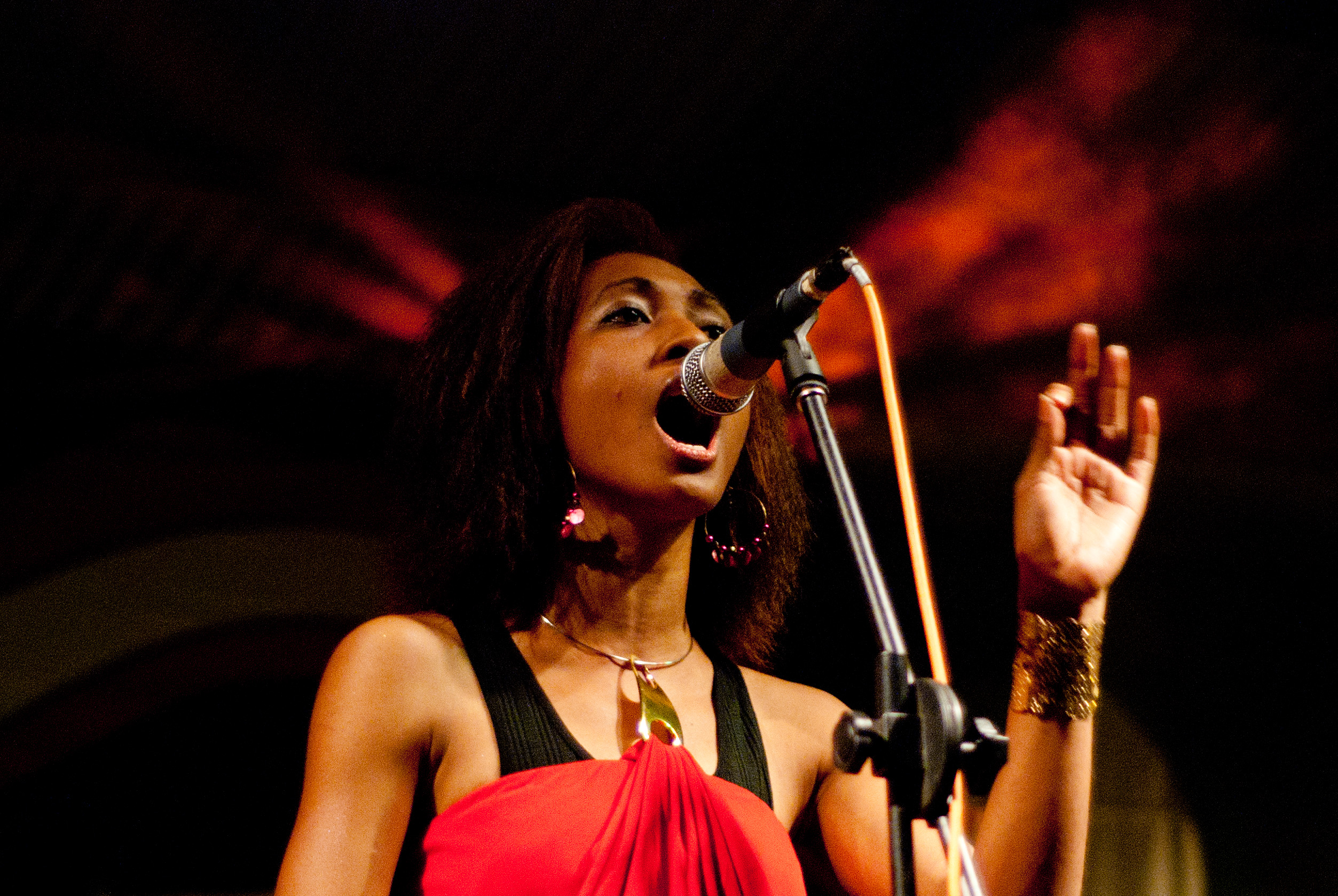
Vanessa Quai

Grabó su primer álbum, A Aitape Con amor (Bajo la producción de oro producido en Pacífico Studio), como un niña cantante, de 9 años, en 1998. En 1999, fue uno de las 3000 competidoras en el programa del Pacífico Sur Internacional de la Canción celebrado, en el Gold Coast, Queensland, y fue el hija único competidor. Ganó el tercer premia del Evangelio en la Categoría de inspiración. Más adelante ese mismo año, tomó su primer premio en el Nilo Festival de Internacional de la Infancia, en El Cairo de 1999. Además fue el año que "pasó a la escena musical internacional", según el semanal Vanuatu Hebdomadaire. Quai de la segunda, tercera y cuarta de sus Álbumes - Beautiful Islas del Pacífico, El Paraíso y vírgenes Pacifika - fueron lanzados y publicados entre 2000 y 2003. In 2004, her album Promise was a cooperation with Papua New Guinean group Soul Harmony. En 2004, su promesa fue un álbum cooperación en Papúa Nueva Guinea, con el grupo Alma armonía, y fue descrita como teniendo una fuerte influencia en el estilo de "R & B sabor". En 2002, su canción "Libertad" a la cabeza de la radio fueron las cartas de Vanuatu y en las Islas Salomón ocupó el segundo lugar de las cartas en Papúa Nueva Guinea. En 2004, ganó su primer premio en el Concurso Internacional de Canto de adolescentes, en Bucarest, con un jurado presidido por Lane Davies. Quai ha sido descrita como una de las mejores artistas de las Islas del Pacífico en radio como "un artista muy popular en toda la región". Su música es popular en conocida también en la Polinesia Francesa y en 2008 se convirtió en la primera cantante melanesia después de su visita a Tahití. En abril de 2009, The Guardian describió a Quai de Vanuatu como uno de los "iconos culturales de vida".